# Équipe de Maurice de rugby à XV
L'équipe de la république de Maurice de rugby à XV rassemble les meilleurs joueurs de rugby à XV de la république de Maurice. Elle participe chaque année au tournoi de la CAR Castel Beer Trophy.

## Histoire
Mis sur pied par l'armée britannique (temps colonial 1810 à l'indépendance 1968) le rugby a commencé au début des années 1900 à l'ile Maurice. Le jeu a alors été présenté aux Franco-Mauriciens par un groupe de joueurs de rugby ayant créé le club du Dodo en 1928 instaurant ainsi un début de concurrence sur l'île. De 1928 à 1975, le rugby a été joué au niveau senior entre divers clubs comme Buffalos, HMS Mauritius, Blue Ducks, Dodo, the Navy, SMF et les Stags.
En 1968, l'île Maurice est devenue indépendante et tandis que les Anglais remettaient l'administration de l'île au gouvernement mauricien local, pas beaucoup fut fait pour le développement du rugby aux niveaux junior et senior. Les clubs avaient des problèmes et avaient de la peine à découvrir les jeunes joueurs pour assurer le futur du Rugby mauricien. Seuls les Stags et le Dodo restaient actifs et s'affrontaient jusqu'à la disparition des Stags en 1982. Le club de Dodo est resté le seul club actif qui a continué à développer la passion et la culture de ce sport. En raison de la cessation des activités du club de Dodo dans tous les sports au niveau national, il y eut besoin d'extraire le rugby du cadre de ce club afin de développer ce sport à un niveau régional.
Pendant ces périodes, beaucoup de jeunes sont allés en internat en Afrique du Sud et en Angleterre. D'autres sont allés à l'université en France et en Australie, et revenaient à Maurice pour les vacances; ils avaient besoin de jouer au rugby et de prouver à leurs amis qu'ils n'avaient pas seulement étudié outre-mer. Ceci a créé une atmosphère enthousiaste pour le rugby avec pour conséquences la mise en place de rencontres traditionnelles entre étudiants et joueurs locaux.
Entre 1992 et 2001, diverses confrontations ont eu lieu sur l'île de la Réunion pour des tournois à sept et XV. L'équipe a participé aux Kenya Safaris Sevens en 1996 et 1997.
En 1995, pendant la troisième édition de la Coupe du Monde de Rugby en Afrique du Sud, six matchs ont été diffusés pour la première fois sur la TV Mauricienne. 1996 voit la naissance du tournoi à 7 entre 4 équipes. En 1997 commence un programme de développement dans les écoles menant à la création de trois centres d'entraînement dans différentes parties de l'île en 2003.
En 1998, le club des Stags a été recréé et a ainsi reformé la pensée que le rugby avait sa place dans le sport mauricien et le potentiel d'être exploité. Le rugby de l'ile Maurice avait besoin d'une chance et de moyens pour son développement à un niveau national. Après trois ans de concurrence avec des clubs des pays environnants, plus de joueurs furent attirés par la fièvre de rugby, menant à une demande croissante de création de nouveaux clubs. Trois nouvelles régions/clubs furent créés en 2001 : Le Curepipe Starlight, les Northern Pirates et les Western Cowboys.
Il y a aujourd'hui 4 clubs, 3 centres d'entraînement, 354 joueurs recensés, 18 entraîneurs, 6 arbitres.

## Africa Cup
Vainqueur de l'Africa Cup division 1D en 2011

## CAR Castel Beer Trophy
- CAR Castel Beer Trophy : Vainqueur du tournoi (groupe sud) en 2005 et Vainqueur du tournoi entre le Vainqueur du Sud et du Nord.

## Joueurs emblématiques
Bruno Bax dit Nono (troisième ligne centre) et Daniel Maigrot dit Poutou (demi d'ouverture)